# モスラ3 キングギドラ来襲
『モスラ3 キングギドラ来襲』（モスラ スリー キングギドラらいしゅう）は、1998年（平成10年）12月12日に公開された日本映画。製作は東宝映画。配給は東宝。カラー、ビスタビジョン、ドルビーステレオ。

## 概要
『モスラ2 海底の大決戦』の続編であり、平成モスラシリーズの完結編。
物語の特性として、前作よりは色濃くはないがジュブナイル性は保持しており、その一方で前2作で強調されていた環境問題や家族の絆の要素は薄れ、男児向けの色合いが強くなっている。また、エリアスのトライアングルや原始モスラが作るピラミッド型の繭など、「3」がキーワードとなっている。
本作品では出現したキングギドラをモスラが迎え撃つも敗北し、タイムトラベルによって過去に地球へ襲来した時のキングギドラ幼体を倒すという戦法を用いている。従来のキングギドラに相当する成体（現代型）に対して、本作品で初登場したキングギドラ幼体は「白亜紀型キングギドラ」と呼ばれる。成虫のモスラとキングギドラの戦いが描かれるのは本作品が初めてである。中生代のシーンではティラノサウルス、トリケラトプス、プテラノドン、ブロントサウルスが登場している。

## ストーリー
インファント島の宝物殿から黒い妖精ベルベラがエリアスのトライアングルの一つである「愛」を示すメタルを奪っていった。彼女は地球の危機を察知していた。
地球に隕石が飛来したのち、市街地から子どもたちが消失する事件が起こる。隕石を調査するエリアス姉妹は、1億3千万年前に恐竜を滅ぼした宇宙超怪獣キングギドラが再来したことを知る。キングギドラは地球の生態系の上位の生物を捕食し、滅ぼす魔獣であり、1億3千万年前は恐竜を、現代の地球では個体数が多い人類の子供をその餌食に定めたのだ。キングギドラは、数万人の子供たちを一度に捕食し自分のエネルギーにするため、子どもたちを青木ヶ原樹海に出現させたドームへ捕らえていた。それを阻止するため、エリアスはモスラを呼んだ。モスラはキングギドラに戦いを挑むが、攻撃はまったく効かず、その圧倒的な力の前に敗北してしまう。その上、エリアス姉妹の妹ロラがキングギドラにマインドコントロールされ、敵になってしまう。ドームへ近づいていたベルベラもその内部に捕らえられてしまう。
引きこもりの少年・園田翔太は、自宅近くに落ちた隕石を見に青木ヶ原を訪れていたが、その間に弟の脩平と妹の珠子もキングギドラに捕らえられてしまう。翔太もドームから伸びる触手に捕まりそうになるが、エリアス姉妹の姉モルに危機を救われる。互いに弟・妹を救出するため協力する2人だが、翔太はモルから聞いたエリアス姉妹の長女ベルベラの話に長兄として共感を覚える。一方、翔太がいないことに気づいた園田夫妻もその後を追って青木ヶ原へ向かう。ドームの中では、キングギドラに操られたロラがベルベラを襲っていた。
キングギドラは新宿を襲撃する。この最大の危機に、モスラは過去の1億3千万前の恐竜のいたころに行って、まだ若い幼体のキングギドラを倒すと言う。しかし、モルはこの作戦に猛反対した。なぜなら一度過去に行けば、もう現代に戻れなくなってしまうからである。必死で考えなおすよう説得するモル。しかしモスラは何があろうと絶対に行くという決意でいたため、モルは後のことを翔太に託し、モスラをタイムスリップさせるための祈り歌で命を落とす。翔太はギドラに捕らわれた脩平と珠子を救うために勇気を振り絞り、残されたフェアリーとともに地下の風穴を通ってドームに侵入するが、ギドラの手に落ちたロラが立ちふさがる。それを助けたのは、ベルベラであった。ベルベラは翔太と協力してロラを救い出す。エリアスのトライアングルをはめた三姉妹それぞれの剣が、知恵と勇気と愛を示す一つの剣となる。
一方、中生代（白亜紀）の地球では、幼体のキングギドラが恐竜を丸のみにして捕食しようとしていたが、そこへモスラが登場し、戦いを挑んだ。モスラの攻撃が効いているのか、もがき苦しむ現代のキングギドラ。その後、ギドラからの反撃を受けてモスラは倒れるも、現代で正気を取り戻したロラの祈りの歌が届き、復活。ギドラを火山の噴火口の中の溶岩に落とし、自身も力尽き再び動かなくなる。無数の蛍に導かれその場に現れた中生代に生息する3体の原始モスラは自分たちの繭で保護するように現代のモスラを包んだ。
再び現代、中生代でのギドラの死と引き換えにドームが消滅し、子どもたちは逃走、翔太は脩平と珠子を助け出すが、歴史が変わったなら自分たちがそもそもここにいないだろうというベルベラの懸念は現実のものとなった。キングギドラは幼体の時の戦闘中にちぎれた尻尾から蘇生し、再び姿を現した。ロラとベルベラは姉妹の絆を取り戻し、2人の姉妹は次女モルの遺志を継いでフェアリーに乗り、キングギドラに立ち向かうが苦戦する。その時、恐竜時代の地層から出現した繭から、1億年3千万年もの眠りを経て最強の鎧モスラに変化したモスラが帰還。キングギドラとモスラの最後の戦いが始まった。鎧モスラは圧倒的なパワーと防御力でキングギドラを追い詰め、激戦の末に必殺技のエクセル・ダッシュ・バスターを繰り出して倒した。
そして、鎧モスラ・エターナルに変身し、モルを生き返らせた。キングギドラから解放され、親や先生と再会する子どもたちを見守りながら、モスラはインファント島へと羽ばたき帰っていくのだった。

## 登場キャラクター
モスラ
レインボーモスラ→アクアモスラ→モスラ光速モード→鎧モスラ→鎧モスラ・エターナルが登場。

フェアリー

原始モスラ

キングギドラ
白亜紀型キングギドラ→現代型キングギドラが登場。

エリアス

### ガルガルIII
ガルガルIIがベルベラによりさらに改良され、より機械的な外観となっている。右目に生物などを分析するスコープが取り付けられた。性能は向上したが改造しすぎて耐用限界が近づいているため、故障することも多く、胸部には非常用エンジンスターターも装備されている。武器は口から吐かれる紫色の光線シュビビンビーム'。
- デザインは酉澤安施が担当[出典 16]。ベルベラが自分の手で改造したという想定で、リコイルスターターなどレトロ感を表現している[33]。当初は前作の造形物が使用できないという予定であったため、デザインを一新したロボット型や乗り物として描かれていた[33]。
- 造形物は、1作目から引き続き使用している大型モデルを改修している[23][33]。

## 登場アイテム
エリアスのトライアングル
インファント島の宝物殿に眠るエリアス族の伝説の道具。ベルベラ用の紫の「勇気」、モル用のピンクの「知恵」、ロラ用の水色の「愛」の3つのメダルで構成される。それぞれの剣にはめて使うと奇跡が起こると言い伝えが残っている。

## キャスト
- モル[出典 17]：小林恵
- ロラ[出典 18]：建みさと
- 園田雄介[出典 19]：大仁田厚
園田三兄妹の父親[38][37]。不登校の翔太に「あいつなりの考えがある」と理解を示す。
- 園田幸江[出典 20]：松田美由紀
園田三兄妹の母親[38][39]。不登校の翔太をいつも心配している。
- 園田翔太[出典 21]：吉澤拓真
本作品での人間側の主人公。園田兄弟の長男[40]。小学6年生[38]だが、ある事情で不登校になっている。青木ヶ原樹海の風穴の探検が趣味で、内部の構造を熟知している。
- 園田脩平[出典 22]：篠崎杏兵
翔太の弟で[38]、園田兄弟の次男。小学4年生[38]。
- 園田珠子[出典 22]：鈴木彩野
翔太と脩平の妹で[38]、園田兄弟の末っ子（長女）。小学2年生[38]。
- 小学校の音楽教師[41]：堂ノ脇恭子
- 岡島博徳
- 児玉徹
- 矢野義信
- 武田歩
- 礼野誠
- 菊池謙介
- 渡部浩美
- 谷口真紀
- 吉利浩美
- 柳岡香里
- 辻千春
- 緑川葉子
- 池谷美加
- 小学校の先生[10]：谷藤太
- 茂木和範
- 楠見尚己
- 冬雁子
- 高松克也
- 堀越富三郎
- 森田雅昭
- 臼井秀雄
- 岡戸修
- 鈴木候絵
- 小学校の音楽教師[出典 23]：鈴木ひろみ
- 放映プロジェクト、劇団ひまわり、テアトルアカデミー、東京宝映テレビ、セントラル子供タレント、セントラル子供劇団、東京児童劇団、日本児童 劇団東俳
- ナレーション[出典 24]：山口紗弥加
- ニュースキャスター[出典 25]：並樹史朗
- 小学校の教頭先生[出典 26]（教頭先生[14]）：上田耕一
- ベルベラ[出典 27]：羽野晶紀
- 園田家の写真の人物：田中友幸（ノンクレジット）[9][46]

## スタッフ

### 本編
- 製作：富山省吾
- 企画協力：北山裕章
- 脚本：末谷真澄
- 音楽：渡辺俊幸
- エンディングテーマ「Future」
  - 作詞・作曲・編曲：RYUZI / 歌：小林恵（キングレコード）
- 挿入歌
  - 「モスラの歌」 作詞：田中友幸、関沢新一、本多猪四郎 / 作曲：古関裕而 / 編曲：渡辺俊幸
  - 「ハオラ・モスラ」 作詞：楊銀華 / 作曲・編曲：渡辺俊幸
  - 歌：小林恵、建みさと
- 撮影：関口芳則
- 美術：櫻木晶
- 録音：斉藤禎一
- 照明：粟木原毅
- 編集：小川信夫
- チーフ助監督：手塚昌明
- 製作担当者：前田光治
- アソシエイトプロデューサー：鈴木律子
- プロデューサー補：堀口慎
- 特殊機械：三輪野勇、宮川光男
- テジタル光学録音：西尾昇
- 音楽プロデューサー：北原京子
- 音楽ミキサー：大野映彦
- 音響効果：佐々木英世（東洋音響）
- 録音スタジオ：東宝サウンドスタジオ
- 音楽制作：東宝ミュージック
- 衣装：東宝コスチューム
- 現像：東京現像所
- スタジオ：東宝スタジオ
- 制作協力：東宝映像美術
- 監督：米田興弘

### 特殊技術
- 特技監督：鈴木健二
- 特技撮影：江口憲一、桜井景一
- 特技美術：大澤哲三
- 特技照明：斉藤薫
- 特殊効果：渡辺忠昭
- 操演：小川誠
- 造型：若狭新一、小林知己
- 助監督：加藤晃
- 製作担当者：佐藤祐史
- スチール：中尾孝
- キングギドラ[10][38][12]：喜多川務

### 特殊視察効果
- スーパーパイザー：小野寺浩、大屋哲男
- CGスーパーパイザー：塩屋智知、田口政良、原公男
- デジタルスーパーパイザー：木下良仁、北条則明、市野晃、杉木信章、桑田秀行、森澤克彦、三好勝也
- プロデュース：小川利弘

## 製作

### 創作経緯
製作の富山省吾は、同年に公開されたアメリカ版『GODZILLA』を観て日本の怪獣映画とアメリカの巨大モンスター映画とのあり方の違いを実感し、本作品では日本独自の怪獣映画とする思いを強くしたことを述べている。一方で、監督の米田興弘は、前作が以前のゴジラシリーズと同様の怪獣対決を中心にした物語になってしまっていたことから、モスラ映画でしかできないことを考え、モスラとエリアスのキャラクター性を再検討していった。
感動物語であった1作目、明るく楽しい娯楽作品であった『2』に対し、本作品では『GODZILLA』も意識して怖さと感動のある怪獣映画として制作された。脚本を手掛けた末谷真澄による原案では、「木」の1作目、「水」の2作目に対し、「火」をテーマにし、空気汚染により蘇った新怪獣が敵キャラクターとして予定されていたが、富山の要望によりゴジラ、モスラに次ぐ日本を代表する怪獣であるキングギドラが登場することとなった。本作品でのキングギドラが従来の作品と異なる要素が多いのは、本来新怪獣の設定として用意されていたものの名残である。怖い怪獣映画の要素として、前2作では抑えられていた本格的な都市破壊描写が盛り込まれている。
タイムスリップするという展開は、誰の助けも得られない場所へ自らの意思で向かうというモスラ自身の冒険とすることでモスラの勇気を描いており、人間がモンスターを倒す物語であった『GODZILLA』と異なり怪獣を主役とした作品であることを示している。また、白亜紀で怪獣と恐竜を対比させることによりその違いを明確化し、ゴジラを生物としてリアルに描いていた『GODZILLA』との差別化も意図している。当初、末谷は江戸時代へタイムスリップさせることを想定していたが、富山の要望により変更された。
モルが死亡するという展開について、末谷は1作目から想定していたといい、1人が欠けることでバランスが崩れた姉妹の関係性を描いている。ロラとベルベラが剣で対決する展開について、末谷は以前からエリアスを剣で戦わせたかったといい、前作でもモルとベルベラが戦うシーンを描写していたが不採用となっていた。
少年主人公の成長も本作品の主軸の1つとして描かれているが、本作品では大人と子供の中間にいる世代と位置づけ、両親と弟妹とに挟まれた立場の苦しみを描いている。不登校という設定は末谷の案によるもので、「勇気」のメダルを持つベルベラと重ね合わせることを意図しているが、米田はモスラ映画の中で扱うには限界があるとして、不登校そのものについては深く掘り下げていない。また、脚本では「パパ」「ママ」と呼び合う両親に対し、「父ちゃん」と呼ぶ子供たちとすることで、両親の思い描く家族像と子供たちの感情とのギャップを示していたが、末谷は両親の気持ちを上手く描けなかったと述べている。

### 制作体制
監督は第1作を手掛けた米田興弘が担当。製作の富山は、米田を起用した理由について1作目と同じトーンの演出で締めるのが完結編にふさわしいと考えた旨を述べている。
衣装デザインは、前2作を手掛けた本谷智子に替わり、ベルベラ役の羽野晶紀が所属する劇団☆新感線の竹田団吾が起用された。竹田は1作目でも羽野が起用された時点で候補として名前が挙がっていたが、米田は女性の感覚を重視して本谷を起用しており、本作品ではエリアスが剣で戦うなど戦闘的な要素が多くなったことから竹田が選ばれた。
スケジュールの都合から東宝スタジオで最も大きい第8ステージが使用できず、セットでの撮影は第1、2、5、7ステージの4箇所で行われた。美術の櫻木晶は、予算の少なさ以上に第8ステージが使えなかったことが辛かったと述べている。
音響面ではドルビーデジタル方式が標準使用され、東宝映画としては初めて日本国内のみでデジタル化作業が行われた。
本作品までの平成期の東宝特撮映画は、本編が東宝映画、特撮は東宝映像美術がそれぞれ受け持っていたが、翌年の『ゴジラ2000 ミレニアム』からは予算の一元管理とクオリティ統一のため東宝映画が一括して制作する体制となった。編集装置も『ミレニアム』からはデジタル編集となるため、本作品がアナログ機器をによる編集を行った最後の作品となった。

### 配役
前2作でロラを演じた山口紗弥加がスケジュールの都合により出演できず、代役に建みさとが起用された。そのこともあってか本作品はモルとベルベラの2人に焦点が当たった展開となっている。建は、監督の米田が助監督を務めていた映画『夢』でも妖精役を演じており、米田が妖精繋がりでオファーしたのではないかと述べている。米田によれば、代役のキャスティングは難航したといい、建に決定した後もその持ち味をどう活かすか悩んだというが、モル役の小林恵とのコンビネーションがとれていたため安心して撮影することができたと述懐している。山口は本作品では冒頭のナレーションを担当した。
翔太役の吉澤拓真は、役の設定と異なり当時すでに中学生であったが、撮影時の体力なども考慮して起用された。米田は、吉澤が『学校の怪談3』に出演していたため、実在しない相手との芝居の経験があり助かったと述べている。
園田家の両親役である大仁田厚と松田美由紀は米田の要望により起用された。大仁田は、肉体派で存在感のある父親像として起用されたが、大仁田自身はそれまで演じていなかったヒーロー性のない普通の父親役を楽しんでいたという。一方の松田は、母親役の経験が多いことから髪型など様々な提案を積極的に行っていたといい、米田は自身では考えつかない発想を与えてくれたことが嬉しかったと述べている。ラストシーンの「おかえり」というセリフも松田の案によるものであった。
ドームのセットでは約80人の子供が、ラストシーンでは100人の大人と200人の子供が参加している。後者では、脚本で「何千人の親子」と書かれていたため、合成によって更に人数を増やしている。
劇中に、主人公の祖父の肖像として田中友幸の写真が飾られている。監督の米田によれば、ロケ先の民家の遺影を映画のために外すのは失礼と考え、主人公の家族を見守ってほしいという願いを込めて田中の写真を並べて飾ったとのことである。

### 撮影
本作品では、CG描写がさらに増加し、デジタル処理は700カット以上におよんだ。1作目ではシミュレーションを用いて緻密な動きを表現していたが、本作品のころにはスタッフの練度も向上したため遊びを入れられるようにまでなった。一見して合成とはわからない描写も多く、合成を担当した千葉英樹は合成の苦労は観客には伝わっていないだろうと語っている。
冒頭のシーンでは、操演、作画、CG、グリーンバック合成、拡大セット、ミニチュアなど多数の技術が用いられており、米田は制作時点での合成技術の総決算と語っている。
宝物殿でエリアスが集う場面は、拡大セットで撮影された。ステージが小さいため、造型としては箱とその置かれている床、奥の柱のみが制作され、周囲にスモークを炊いたり、カメラワークを工夫するなどして大きさを表現している。造型としては、インファント語を浮き彫りで入れたり、柱に金箔を用いるなど、ディテールに注力している。4メートルある箱の蓋は重く、操演によって開いている。従来は、拡大セットはBランクの小物扱いであったが、本作品では超Aランクとしてかなりの予算がかけられた。
ドーム内部のセットは、本作品で最も非現実的な描写であるため、異次元的な空間づくりが意図された。内部のディテールは、ソフトな感触を目指し、発泡ウレタンで表面を処理している。半透明な被膜は、球面状に加工した高さ7メートルの樹脂を用いており、撮影所で制作したものとしては最大の樹脂加工であったという。木の造型物は、俳優が乗り降りするため頑丈に作られており、大きいものは飾り変えの際に重機を必要とした。全体を白くすることで、ライティングによる段階的な変化を表現していたが、途中で青い液を流す案が追加され、櫻木によればその撮影後はセットを白く戻すのが大変であったという。
モルが眠る谷間は、撮影が梅雨時でもあったことからロケは最小限に抑えられ、拡大セットでの撮影が主となった。ステージが狭いことを逆手に取り、背景を書割にすることで奥行きを出している。モルが水没する描写には、喫水ラインを上下できる仕掛けを用いている。しかし、櫻木によればセットでの撮影は夏場であったため、水が腐りやすく苦労したという。
園田家の家屋は、地方の旧家をロケセットとして用いており、蚊取り線香のCMのような日本のノスタルジックな夏を表現している。

### 特撮
この作品ではそれまでの川北紘一に代わり、鈴木健二が特技監督として参加して、全て新たなシフトで行われた。川北によれば、これは翌年のゴジラ復活を見越したもので、川北自身は『ゴジラvsデストロイア』（1995年）の時点で次世代に道を譲るつもりであったため、チーフ助監督であった鈴木へバトンを渡したと述べている。川北は、本作品では一切口を出さないことを鈴木へ宣言しており、鈴木は自身の自由にやらせてもらえたことが一番ありがたかったと述懐している。
造型は、新たに創設された造型プロデューサーに就任した若狭新一が全てを監修した。若狭は、従来の制作体制では同じデザイン画を元にしていても本編班と特撮班とでそれぞれ造型するため同じキャラクターでもイメージが異なっていることがあり、全体の意識を取りまとめるポジションが必要であったことを語っている。
特撮班のBカメラは、特撮映画への参加は『ゴジラvsメカゴジラ』以来となった桜井景一が担当した。Aカメラを担当した江口憲一は、桜井は特撮映画が好きなため合成技術も研究しており、経費や時間の面で非常に助かったと述べている。カメラには従来よりも薄いフィルターを用いており、クリアーな印象の画面となっている。
成虫モスラはそれまでの生物感のなさを改善するためにジム・ヘンソンの工房でも使われているボアを海外まで若狭自らおもむいて取り寄せ、『ゴジラvsモスラ』以降続いたぬいぐるみ的な質感のモスラから脱却した。後の『ゴジラ×モスラ×メカゴジラ 東京SOS』でのモスラはこの作品のモスラと材料、造型ともほぼ同様であるという。
本作品では、バトルシーンだけで3回あるため脚本段階で想定されていた内容をそのまま撮影することはできないとして、決定稿に至るまでに特撮が必要な場面は大幅に削られていった。鈴木は、中盤でのモスラと白亜紀型キングギドラとの戦闘に重点をおいており、前半と終盤でのモスラと現代型キングギドラとの戦いは一方が圧倒的に勝つためあっさりとした描写としている。
キングギドラとの空中戦が見どころの一つとなっている。従来のモスラと他怪獣との戦いでは横の構図がほとんどであったが、本作品では上昇や下降を多くしたり、キングギドラが上からモスラに迫ってくるなど、高さを感じさせる演出を取り入れている。また、白亜紀のシーンはセットでしか撮れないため、現代でのシーンは実景との合成を多用している。戦いの痛みを感じさせるため、光線描写は少なくし、肉弾戦を中心とした戦い方となっている。
メインのモスラを弾着用もあわせて4体、普通の怪獣2体分の予算がかかるといわれるキングギドラを2体も新規造型した上に、恐竜と原始モスラまで製作したために、ミニチュアによるビルを造る予算がなく、都市破壊シーンは石膏板を爆破する映像に実景を合成するデジタル合成がメインであった。撮影を担当した桜井によれば、東宝中部支社の担当者の熱意に応えるため名古屋のシーンが増やされたが、予算内では新規のミニチュアは看板程度しか作れないため、パソコンでデジタル加工ソフトのAdobe After Effectsを操作している際にこの手法を思いついたという。名古屋タワーのミニチュアは、『ゴジラvsモスラ』で破壊されたミニチュアの上部の残骸を用いている。車などが突風で飛ばされるシーンは、『空の大怪獣 ラドン』での描写をイメージしており、これも予算のかからない手法として取り入れられた。
新宿のシーンでは、写真を取り込んで3D化するTour Into the Pictureを用いており、飛来するキングギドラもフルCGで描写する予定であったが、CGの制作が間に合わず、グリーンバックで撮影したキングギドラをCGに切り替えるかたちとなった。当初は大阪でもキングギドラにより物体が浮き上がるという描写を撮影する予定であったが、本編版でシルエットによる表現が撮影されるだけとなった。
原始モスラがレインボーモスラに糸を吹きかけるシーンでは、糸のシンナーに引火し、モスラの造形物が全焼する事故があった。
登場時間は長くないが、ティラノサウルスとトリケラトプスがパペットで操演された。他の恐竜はすべてCGによる。鈴木は、恐竜はあくまでおまけであり、すべてをCGで制作する時間もないことからミニチュアを用い、あえてコミカルに表現することで映画『ジュラシック・パーク』と比較されることを回避する意図もあったという。CGによるプテラノドンは、当初は2カット登場する予定であったが、最終的に一瞬しか映らないかたちとなったため、合成を担当した前田哲生はあまり手をかけていないと述べている。
風穴から飛んでいくコウモリは、フルCGで表現された。当初は操演で1体を撮影し、合成でこれを増やす予定であったが、思うように動かせなかったためフルCGに切り替えられた。
当初、インファント島の全景には1/20スケールのミニチュアを制作する予定であったが実現せず、作画で処理された。宝物殿は1/6スケールのミニチュアが制作された。岩肌には、従来の発泡スチロールやモルタル、漆喰などは用いず、ウレタンを用いて本物の岩から型をとり樹脂で制作しており、スクリーンの大きさにも耐えうる質感としている。デザインは、東南アジア方面だけでなく、アフリカやインカなど様々な文明を参考にしている。

### 音楽
音楽は前2作に引き続き渡辺俊幸が担当。前作は多忙な中での制作であったが、本作品では余裕を持って作業できたといい、オーケストレーションも自身で手掛けた。また、前作では試験的に導入したコンピュータでのクリックが仕上げが間に合わず完璧にはいかなかったが、本作品では音楽に映像を合わせることを優先しており、渡辺は今回が一番うまくいったと語っている。
渡辺は、「ハオラ・モスラ」にて初めて本シリーズの挿入歌を作曲した。単なる歌ではなく、ワンフレーズの繰り返しで効果を上げる呪文的な要素もあるため、5小節の奇数小節とすることで通常の人間界の歌ではない異文明の曲として構成している。
劇伴は、監督の米田からの要望もあり、作風に合わせたシリアスなものとしている。楽器編成は木管の2管編成で、コーラスや民族楽器はシンセサイザーのサンプリングを用いている。
キングギドラのテーマは、同じギドラ族という想定から、『モスラ』でのデスギドラのテーマを踏襲した旋律と無調性の楽曲とし、低音楽器の旋律に無調のメロディを重ねることで、どちらもキングギドラの象徴となるように構成している。
白亜紀でのバトルシーンの楽曲は、勇壮で決死の覚悟というイメージで作曲しており、ハリウッド的なクラシカルなオーケストレーションではなく、マイナー調のわかりやすいメロディとしている。現代でのバトルシーンは、決死さを持たせないことで差別化を図っている。
クライマックスのバトルシーンでは、『モスラ』と『モスラ2』それぞれのモスラのテーマを組み合わせて1つの楽曲として構成している。これは前作の時点から構想していたものであり、渡辺は本作品では完結編としてモスラを謳い上げて終わらせたかったと述べている。一方で、メロディの一番の盛り上がり部分でキングギドラが映ってしまっていたことを残念な点に挙げている。

## 漫画
『モスラ3 キングギドラ来襲』
脚本：末谷真澄、漫画：坂井孝行、別冊コロコロコミックスペシャル 1998年12月号-1999年2月号。
本作品のコミカライズ。

『とんでもとんでモスラ』(ひかわ博一、小学三年生)　
モスラが主役のコメディ漫画。

## 映像ソフト
- DVD
  - 2006年3月24日発売[66]。オーディオコメンタリーは鈴木健二（特技監督）[66]。
  - 2013年11月8日に期間限定プライス版として再発売された。
  - 2015年8月19日に東宝DVD名作セレクションとして再発売された。
- Blu-ray Disc
TBR27294D、2017年11月3日発売。
モスラ3部作（モスラ、モスラ2、モスラ3）を収録したBOX。